# Municipio de Foster (condado de Schuylkill)
El municipio de Foster (en inglés: Foster Township) es un municipio ubicado en el condado de Schuylkill en el estado estadounidense de Pensilvania. En el año 2000 tenía una población de 1.124 habitantes y una densidad poblacional de 33 personas por km².

## Geografía
El municipio de Foster se encuentra ubicado en las coordenadas 40°41′00″N 76°22′59″O / 40.68333, -76.38306.

## Demografía
Según la Oficina del Censo en 2000 los ingresos medios por hogar en la localidad eran de $31,042 y los ingresos medios por familia eran $$29,688. Los hombres tenían unos ingresos medios de $15,180 frente a los $21,607 para las mujeres. La renta per cápita para la localidad era de $11,538. Alrededor del 15,9% de la población estaban por debajo del umbral de pobreza.